# Liste der Kulturdenkmale in Remshalden

Wappen von Remshalden

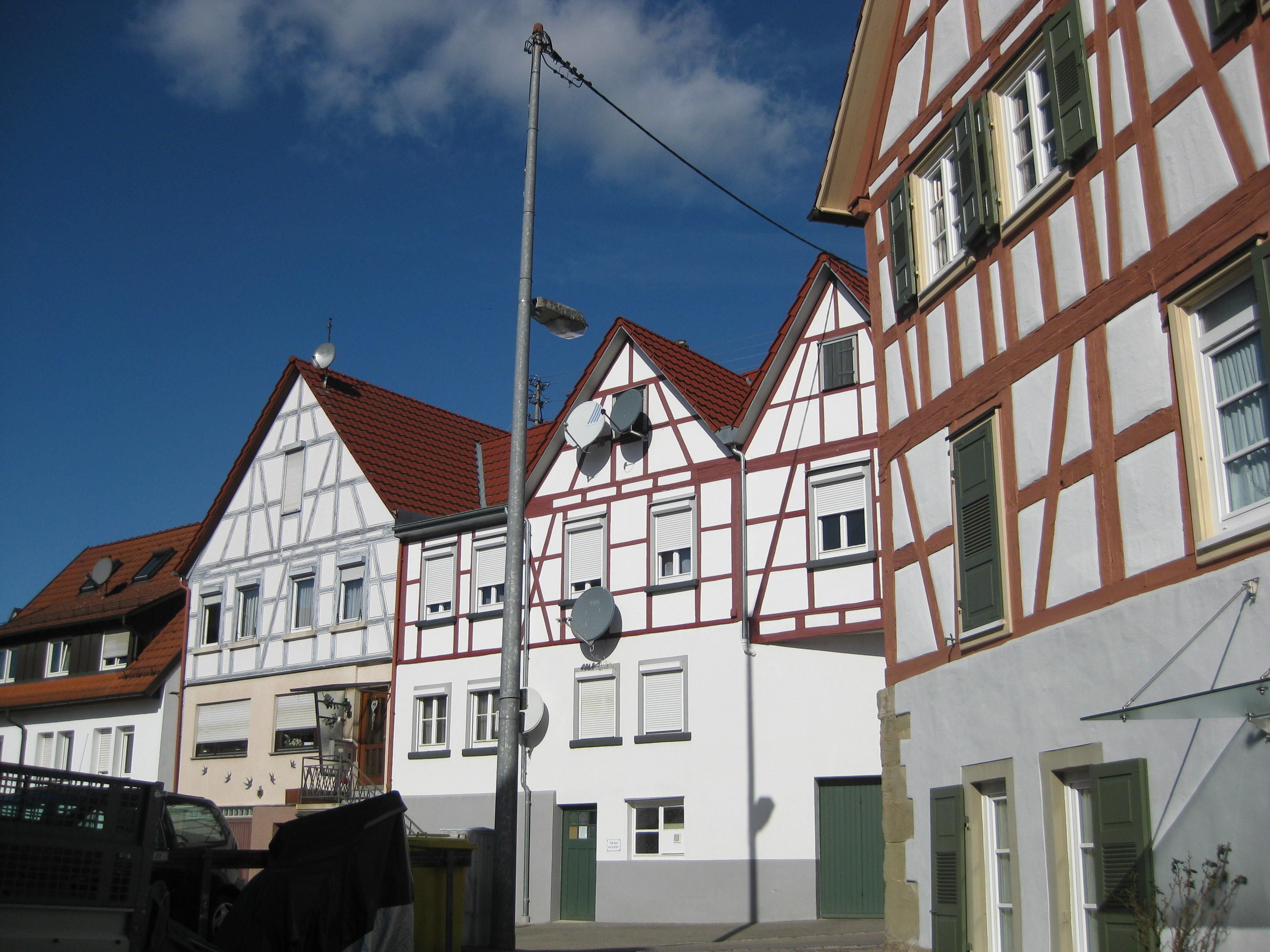
Fachwerkhäuser in Geradstetten

In der Liste der Kulturdenkmale in Remshalden sind Bau- und Kunstdenkmale der Gemeinde Remshalden verzeichnet. Die Liste wurde im Wesentlichen nach der historischen Ortsanalyse von Geradstetten erstellt. Daher sind die anderen Ortsteile von Remshalden unvollständig.
Diese Liste ist nicht rechtsverbindlich. Eine rechtsverbindliche Auskunft ist lediglich auf Anfrage bei der Unteren Denkmalschutzbehörde der Gemeinde Remshalden erhältlich.

## Allgemein
- Bild: Zeigt ein ausgewähltes Bild aus Commons, „Weitere Bilder“ verweist auf die Bilder im Medienarchiv Wikimedia Commons.
- Bezeichnung: Nennt den Namen, die Bezeichnung oder die Art des Kulturdenkmals.
- Lage: Straßenname und Hausnummer oder Flurstücknummer des Kulturdenkmals, gegebenenfalls auch den Ortsteil. Die Grundsortierung der Liste erfolgt nach dieser Adresse. Der Link (Karte) führt zu verschiedenen Kartendiensten mit der Position des Kulturdenkmals. Fehlt dieser Link, wurden die Koordinaten noch nicht eingetragen. Sind diese bekannt, können sie über ein Tool mit einer Kartenansicht einfach nachgetragen werden. In dieser Kartenansicht sind Kulturdenkmale ohne Koordinaten mit einem roten bzw. orangen Marker dargestellt und können durch Verschieben auf die richtige Position in der Karte mit Koordinaten versehen werden. Kulturdenkmale ohne Bild sind an einem blauen bzw. roten Marker erkennbar.
- Datierung: Baubeginn, Fertigstellung, Datum der Erstnennung oder grobe zeitliche Einordnung entsprechend des Eintrags in der zuständigen Denkmaldatenbank (Landesamt für Denkmalpflege Baden-Württemberg).
- Beschreibung: Kurzcharakteristik des Kulturdenkmals.

## Kulturdenkmale in Remshalden
| Bild           | Bezeichnung                                                                  | Lage                                                  | Datierung                    | Beschreibung              | ID                       |
| -------------- | ---------------------------------------------------------------------------- | ----------------------------------------------------- | ---------------------------- | ------------------------- | ------------------------ |
| Weitere Bilder | spätgotische Pfarrkirche St. Sebastian                                       | Buoch, Stuifenstraße 19 (Karte)                       |                              | [ 2 ]                     | Wikidata-Objekt anzeigen |
|                | Museum im Hirsch                                                             | Buoch, Eduard-Hiller-Straße 6 (Karte)                 |                              | [ 2 ]                     |                          |
|                | Bauernhaus                                                                   | Geradstetten, Gaisgasse 1 (Karte)                     |                              | Geschützt nach § 2 DSchG  | BW                       |
|                | Untere Kelter                                                                | Geradstetten, Glockengasse 5 (Karte)                  |                              | Geschützt nach § 2 DSchG  | BW                       |
|                | Obere Kelter                                                                 | Geradstetten, Glockengasse 6 (Karte)                  |                              | Geschützt nach § 2 DSchG  |                          |
|                | Backhaus                                                                     | Geradstetten, Glockengasse 12 (Karte)                 |                              | Geschützt nach § 2 DSchG  | BW                       |
|                | Bauernhaus                                                                   | Geradstetten, Glockengasse 18 (Karte)                 |                              | Geschützt nach § 2 DSchG  | BW                       |
|                | Weingärtnerhaus                                                              | Geradstetten, Hirschgasse 4 (Karte)                   |                              | Geschützt nach § 2 DSchG  | BW                       |
|                | Weingärtnerhaus                                                              | Geradstetten, Hirschgasse 5 (Karte)                   |                              | Geschützt nach § 2 DSchG  |                          |
|                | Bauernhaus                                                                   | Geradstetten, Hirschgasse 6 (Karte)                   |                              | Geschützt nach § 2 DSchG  | BW                       |
|                | Bauern-Doppelhaus                                                            | Geradstetten, Hirschgasse 14/16 (Karte)               |                              | Geschützt nach § 2 DSchG  | BW                       |
|                | Gasthaus „Hirsch“                                                            | Geradstetten, Hirschgasse 15 (Karte)                  |                              | Geschützt nach § 28 DSchG | BW                       |
|                | Weingärtnerhaus                                                              | Geradstetten, Kirchgasse 12 (Karte)                   |                              | Geschützt nach § 2 DSchG  | BW                       |
|                | Bauernhaus                                                                   | Geradstetten, Kirchgasse 15 (Karte)                   |                              | Geschützt nach § 2 DSchG  | BW                       |
| Weitere Bilder | Evangelische Pfarrkirche mit Kirchhof                                        | Geradstetten, Kirchgasse 18 (Karte)                   |                              | Geschützt nach § 28 DSchG |                          |
|                | Evangelischer Pfarrhof                                                       | Geradstetten, Kirchgasse 24/26 (Karte)                |                              | Geschützt nach § 2 DSchG  | BW                       |
|                | Bauernhaus                                                                   | Geradstetten, Klause 2 (Karte)                        |                              | Geschützt nach § 2 DSchG  |                          |
|                | Bauern-Doppelhaus                                                            | Geradstetten, Klause 20/22, 24/1 (Karte)              |                              | Geschützt nach § 2 DSchG  | BW                       |
|                | Bauernhaus                                                                   | Geradstetten, Kochgasse 3 (Karte)                     |                              | Geschützt nach § 2 DSchG  | BW                       |
|                | Gasthaus „Krone“ mit Nebengebäude                                            | Geradstetten, Obere Hauptstraße 2 (Karte)             |                              | Geschützt nach § 2 DSchG  | BW                       |
|                | Gasthaus „Lamm“                                                              | Geradstetten, Obere Hauptstraße 12 (Karte)            |                              | Geschützt nach § 2 DSchG  | BW                       |
|                | Scheune                                                                      | Geradstetten, Obere Hauptstraße 14 (Karte)            |                              | Geschützt nach § 2 DSchG  | BW                       |
|                | Bauernhaus                                                                   | Geradstetten, Obere Hauptstraße 15 (Karte)            |                              | Geschützt nach § 2 DSchG  | BW                       |
|                | Backhaus                                                                     | Geradstetten, Rathausstraße 8/1 (Karte)               |                              | Geschützt nach § 2 DSchG  | BW                       |
|                | Bauernhaus                                                                   | Geradstetten, Rathausstraße 10 (Karte)                |                              | Geschützt nach § 2 DSchG  |                          |
|                | Scheune                                                                      | Geradstetten, Rathausstraße 12                        |                              | Geschützt nach § 2 DSchG  |                          |
|                | Scheune                                                                      | Geradstetten, Rathausstraße 13/1 (Karte)              |                              | Geschützt nach § 2 DSchG  | BW                       |
|                | Ehemaliges Schulhaus                                                         | Geradstetten, Schmalzgasse 7 (Karte)                  |                              | Geschützt nach § 2 DSchG  |                          |
|                | Gasthaus „Traube“ mit Nebengebäude                                           | Geradstetten, Schmalzgasse 11, 13 (Karte)             |                              | Geschützt nach § 2 DSchG  |                          |
|                | Weingärtnerhaus                                                              | Geradstetten, Schmalzgasse 14 (Karte)                 |                              | Geschützt nach § 2 DSchG  | BW                       |
|                | Gasthaus „Ochsen“ mit Wirtshausausleger erhaltenswertes historisches Gebäude | Geradstetten, Untere Hauptstraße 5, 7 (Karte)         |                              | Geschützt nach § 2 DSchG  | BW                       |
|                | Bauernhaus                                                                   | Geradstetten, Untere Hauptstraße 8 (Karte)            |                              | Geschützt nach § 2 DSchG  | BW                       |
|                | Parallelgehöft                                                               | Geradstetten, Untere Hauptstraße 10, 10/1, 12 (Karte) |                              | Geschützt nach § 2 DSchG  |                          |
|                | Bauernhaus                                                                   | Geradstetten, Untere Hauptstraße 14 (Karte)           |                              | Geschützt nach § 2 DSchG  |                          |
|                | Bauernhaus                                                                   | Geradstetten, Untere Hauptstraße 26 (Karte)           |                              | Geschützt nach § 2 DSchG  | BW                       |
|                | Bauernhaus                                                                   | Geradstetten, Untere Hauptstraße 29 (Karte)           |                              | Geschützt nach § 2 DSchG  | BW                       |
|                | Seldnerhaus                                                                  | Geradstetten, Untere Hauptstraße 39 (Karte)           |                              | Geschützt nach § 2 DSchG  | BW                       |
|                | Brunnen                                                                      | Geradstetten, Untere Hauptstraße (Karte)              |                              | Geschützt nach § 2 DSchG  | BW                       |
|                | Bauernhaus                                                                   | Geradstetten, Weinbergweg 3 (Karte)                   |                              | Geschützt nach § 2 DSchG  | BW                       |
|                | Bauernhaus                                                                   | Geradstetten, Weinbergweg 7 (Karte)                   |                              | Geschützt nach § 2 DSchG  | BW                       |
|                | Mittelalterliche Vorgängerbauten                                             | Geradstetten, Mittelalterlicher Ortskern              |                              | Geschützt nach § 2 DSchG  |                          |
| Weitere Bilder | Dionysiuskirche                                                              | Grunbach, Kirchplatz 15 (Karte)                       | 1481                         |                           |                          |
| Weitere Bilder | Weraheim (auch Schlössle)                                                    | Hebsack, Geradstettener Straße 14 (Karte)             | 1622, ehemaliges Landschloss | [ 3 ]                     |                          |